# Jakubice (gromada)
Jakubice – dawna gromada, czyli najmniejsza jednostka podziału terytorialnego Polskiej Rzeczypospolitej Ludowej w latach 1954–1972.
Gromady, z gromadzkimi radami narodowymi (GRN) jako organami władzy najniższego stopnia na wsi, funkcjonowały od reformy reorganizującej administrację wiejską przeprowadzonej jesienią 1954 do momentu ich zniesienia z dniem 1 stycznia 1973, tym samym wypierając organizację gminną w latach 1954–1972.
Gromadę Jakubice siedzibą GRN w Jakubicach utworzono – jako jedną z 8759 gromad na obszarze Polski – w powiecie sieradzkim w woj. łódzkim, na mocy uchwały nr 38/54 WRN w Łodzi z dnia 4 października 1954. W skład jednostki weszły obszary dotychczasowych gromad Jakubice i Sędzice ze zniesionej gminy Bartochów oraz obszary dotychczasowych gromad Piotrowice i Kowale ze zniesionej gminy Charłupia Mała w tymże powiecie. Dla gromady ustalono 11 członków gromadzkiej rady narodowej.
Gromadę zniesiono 1 stycznia 1959, a jej obszar włączono do gromady Charłupia Mała (parcelację Kowale, osadę Osetków, kolonię Zgoda, parcelację Stachów oraz wieś i PGR Żerosławice) i do nowo utworzonej gromady Warta (kolonię i osadę pokarczemną Baszków, wieś Jakubice, kolonię Nałęczów A-B, wieś, kolonię i PGR Sędzice oraz wieś, kolonię i parcelację Piotrowice) w tymże powiecie.